# Grote brand van Toronto (1904)
De Grote brand van Toronto op 19 april 1904 was een grote stadsbrand in de Canadese stad Toronto die een groot deel van het handelsdistrict in de vlammen deed opgaan. Dit was de tweede grote brand in die stad na die van 1849.

## Brand

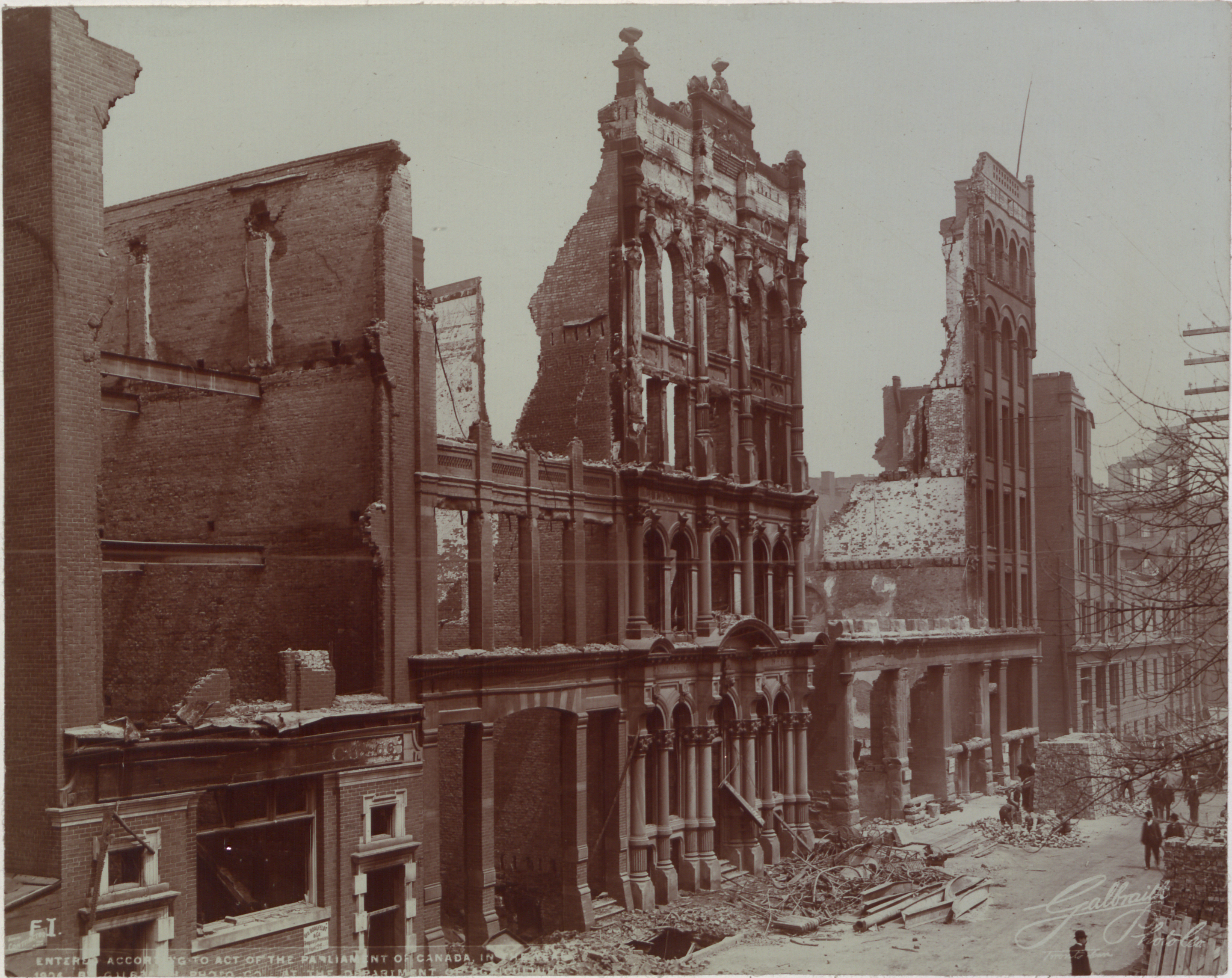
Plaats waar de brand ontstond.

De brand werd op 19 april 1904 om 20.04 uur opgemerkt door een agent van de politie van Toronto op zijn gewone straatpatrouille. De vlammen sloegen toen al uit de liftschacht van de kledingfabriek van E & S Currie Limited op 58 Wellington Street West, even ten westen van Bay Street (nu TD Bank Tower). De fabriek lag in het centrum van een groot industrieel en commercieel gebied. De exacte oorzaak van de brand is nooit vastgesteld, maar men vermoedt een defecte verwarmingskachel of een elektrisch probleem.
Alhoewel 17 brandweerkazernes, twee motorcompagnieën en één slangencompagnie werden opgeroepen, duurde het negen uur voordat de brand onder controle was. De gloed van de brand was kilometers ver in alle richtingen te zien. Brandweerlieden uit steden zo ver weg als Hamilton, Ontario, Buffalo en New York kwamen Toronto te hulp. De temperatuur was die nacht ongeveer -4 °C met windsnelheden van 48 kilometer per uur en sneeuwvlagen.
De brand verwoestte meer dan 100 gebouwen. De schade aan Wellington Street West en Yonge Street bleef beperkt omdat een van de gebouwen, de fabriek van Kilgour Brothers, een sprinklerinstallatie had die gevoed werd door watertanks op het dak, waardoor het vuur zich niet in die richting kon verspreiden.
De brand eiste één slachtoffer, John Croft, die als explosievenexpert de puinhopen van de brand opruimde. De brand veroorzaakte voor 10.387.000 Canadese dollar aan schade en maakte vijfduizend mensen werkloos; de stad telde toen 200.000 inwoners. Als gevolg van de brand werden strengere veiligheidswetten ingevoerd en werd de brandweer van de stad uitgebreid.
Enkele gebouwen in de buurt overleefden de brand, waaronder het Bank of Montreal-gebouw op de kruising van Yonge Street en Front Street, het Customs House en bijbehorende magazijnen (gesloopt in 1919) en het Toronto Evening Telegram-gebouw.

## In populaire media
- In 1904 werd er door George Scott & Co een film gemaakt over de brand, genaamd The Great Fire of Toronto.
- De brand was ook de inspiratie voor de aflevering Great Balls of Fire van de serie Murdoch Mysteries.

## Galerij

Uitzicht op Front Street na de brand.
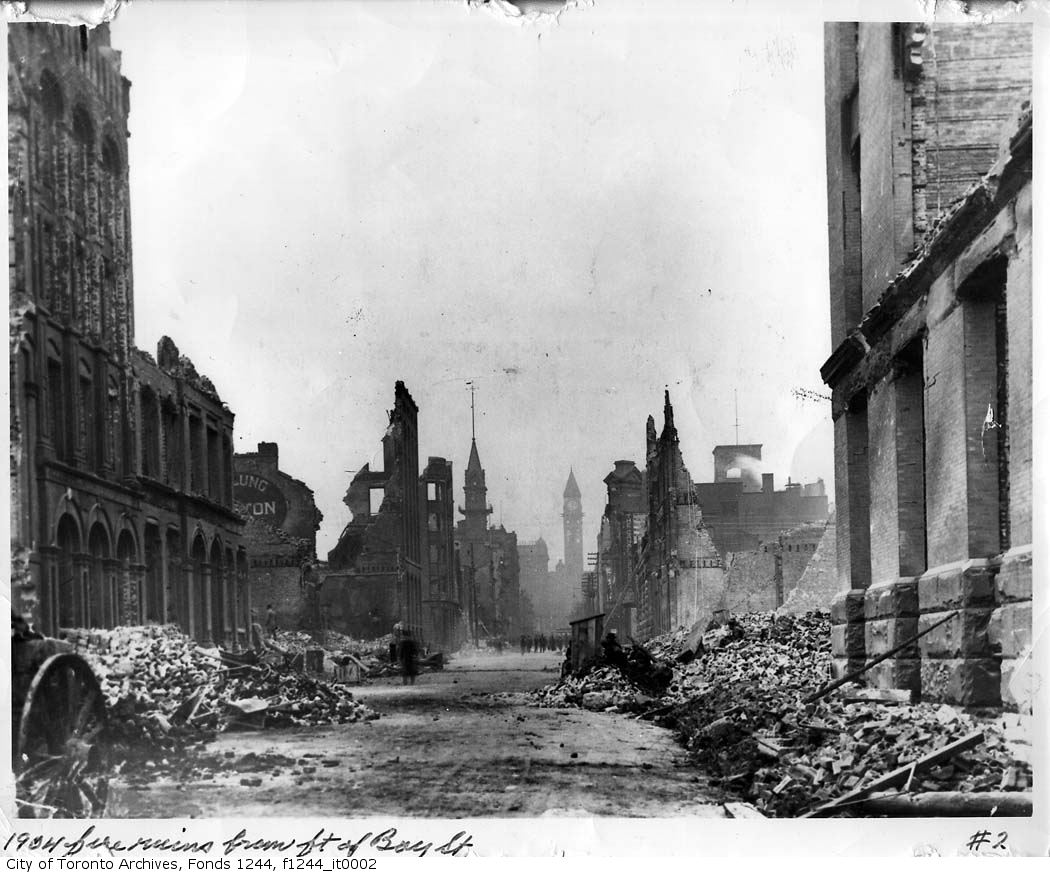
Uitzicht over Bay Street na de brand.
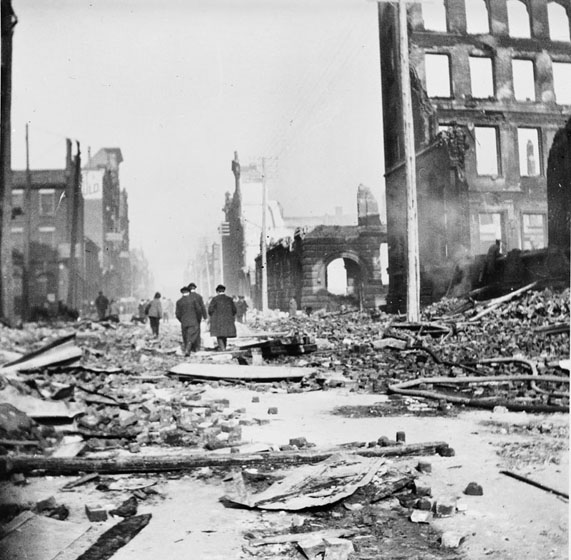
Uitzicht over Wellington Street na de brand.